# 樊尚·蒂埃里
樊尚·蒂埃里（法語：Vincent Thierry，法語發音：[vɛ̃sɑ̃ tjɛʁi]；1971年11月15日—）出生於法國中央-盧瓦爾河谷大區厄爾-盧瓦省的沙特尔，是一名法式料理的廚師。

## 生平
樊尚·蒂埃里在青少年時期，開始對於烹飪和糕點產生一些興趣，他的父親送他去當學徒，陸續在幾個餐廳當助理之後，他希望自己能更為精進，於是十八歲時去巴黎的塔耶旺餐廳，接受主廚克洛德·德利涅（法語：Claude Deligne）嚴謹的帶領，他也在安托萬·韋斯特曼的餐廳裡擔任助理，樊尚·蒂埃里有了長足的進步，之後前往新開幕的三星級酒店餐廳熱拉爾·布瓦耶（法語：Gérard Boyer）累積三年的工作時間，最終在這裡成為主廚。
樊尚·蒂埃里接著前往喬治五世酒店的Le Cinq餐廳工作，幾年後負責營運喬治五世酒店的四季酒店集團，2005年將他調到香港四季酒店的CaPrice餐廳擔任主廚，2009年獲得港澳版米其林指南三星評鑑，2019年的時候他想換新的環境，於是到泰國曼谷的國家大廈，位於61樓的Chef's Table餐廳，展開新的烹飪旅程，沒想到短短七個月的時間，就獲得米其林指南一星評鑑，2021年又獲得二星評鑑，帶動了曼谷新的法式料理風氣。

## 相關連結
- Chef's Table餐廳官方網站 （页面存档备份，存于）